# NGC 1987
NGC 1987 is een open sterrenhoop in de Grote Magelhaense Wolk in het sterrenbeeld Tafelberg. Het hemelobject werd op 3 november 1834 ontdekt door de Britse astronoom John Herschel.

## Synoniemen
- ESO 56-SC131